# Sainte-Pexine
Sainte-Pexine é uma comuna francesa na região administrativa da Pays de la Loire, no departamento de Vendéia. Estende-se por uma área de 15,76 km². Em 2010 a comuna tinha 279 habitantes (densidade: 17,7 hab./km²).